# Crossarchus alexandri
Il crossarco di Alexander (Crossarchus alexandri Thomas e Wroughton, 1907) è un mammifero carnivoro della famiglia degli Erpestidi.

## Descrizione
Lungo 36–44 cm e pesante 1–2 kg, il crossarco di Alexander è molto simile alla mangusta bruna o cusimanse (C. obscurus) per molte caratteristiche (e per questo ritenuto a volte solo una sua sottospecie); è molto specializzato con cranio di proporzioni diverse, ancora più stretto e allungato che in C. obscurus. Rispetto a questi ha anche dimensioni maggiori e la lunghezza condilo-basale del cranio è maggiore di 79 mm; anche la coda è proporzionalmente più lunga, con pelo assai folto. Lungo la linea del dorso vi è una cresta di peli, corti e fitti (probabilmente erettili), che dal collo arriva alla radice della coda. Il mantello bruno terra, assai più chiaro che in C. obscurus, ha sottopelo fitto e lunghi peli setolosi, ispidi, anulati di chiaro e scuro, che danno una brizzolatura color camoscio; il pelo è quasi rasato sulla faccia. Le parti inferiori sono uniformemente scure. Gli arti sono bruno scuro, testa e gola grigio chiaro, guance, mento e bordo posteriore delle labbra superiori biancastri; spesso è presente una macchia di pelo scuro intorno al naso. I giovani hanno sottopelo bruno, con lunghi peli argentati e ventre scuro lavato di rosso. La cresta su collo e dorso è già evidente.

## Distribuzione e habitat
La specie è endemica dell'Africa centrale, dove è confinata alle foreste pluviali della Repubblica Democratica del Congo limitate a nord dal fiume Ubangi e a sud dal fiume Kasai; si incontra anche nell'Uganda occidentale. Una popolazione disgiunta vive sulle pendici del Monte Elgon (Uganda), ad altitudini comprese tra 1500 e 2900 metri. Forse vive anche nella Repubblica Centrafricana sud-occidentale.

## Biologia
La biologia del crossarco di Alexander è simile a quella di C. obscurus; cerca vermi e altri invertebrati «grufolando» tra la lettiera del suolo e sotto la corteccia degli alberi, ma mangia anche bacche, funghi, ecc.